# Úlfur skjálgi Högnason
Úlfur skjálgi Högnason (apodado el Bizco, n. 855) fue un caudillo vikingo de Noruega que acompañó a Geirmundur heljarskinn Hjörsson en su migración a Islandia tras la derrota en la batalla de Hafrsfjord. Úlfur era hijo de Högni hvíti Óblauðsson. Según Landnámabók era descendiente de los reyes de Hordaland y el primer goði del clan familiar de los Reyknesingar. Su asentamiento se localizaba en Reykjanes, entre Þorskafjörður y Hafrafells. 

## Herencia
Se casó con Björg Eyvindsdóttir (n. 848), una hija de Eyvind del Este, y de esa relación nacieron cuatro hijos:
- Atli Úlfsson
- Valgerður Úlfsdóttir (n. 877), que casaría con Geirþjófur Valþjófsson.
- Jörundur Úlfsson (n. 881)
- Þjóðhildur Úlfsdóttir (n. 895), que casaría con Þórður Víkingsson.